# Maytenus stipitata
Maytenus stipitata är en benvedsväxtart som beskrevs av C.L. Lundell. Maytenus stipitata ingår i släktet Maytenus och familjen Celastraceae. Inga underarter finns listade.